# گاستون سنیور
گاستون سنیور (فرانسوی: Gaston Seigner‎; ۲۲ آوریل ۱۸۷۸ – ۲۶ آوریل ۱۹۱۸) سوارکار پرش اهل فرانسه بود.